# Віторія ду Біє
Віторія ду Біє (порт. Vitória do Bié) — професіональний ангольський футбольний клуб з міста Біє, в провінції Біє.

## Історія клубу
Заснований 15 серпня 1932 року в колишньому місті Сільва Порту (нинішній Куїто, столиця провінції Біє). До здобуття незалежності Анголою, спонсором клубу було Міністерство торгівлі провінції Біє.
Останнього разу футбольний клуб «Віторія ду Біє» грав у Гіраболі в 1979 році. Саме гравець «Віторії ду Біє» Мінгуїто забив перший м'яч в історії нового турніру — Гіраболи. В цьому сезоні клуб не зміг пробитися до півфіналу.
В 80-90-их роках XX століття команда брала участь у всіх футбольних змаганнях, які організовувала Ангольська федерація футболу серед дитячо-юнацьких та юніорських команд, в чемпіонатах провінції.
Зараз клуб робить ставку на власних вихованців.

## Клубні кольори
Традиційними кольорами клубу вважаються червоний та білий.

## Досягнення
На даний момент клуб не виграв жодного титулу.